# Феърфийлд (окръг, Южна Каролина)
Вижте пояснителната страница за други значения на Феърфийлд.
Окръг Феърфийлд (на английски: Fairfield County) е окръг в щата Южна Каролина, Съединени американски щати. Площта му е 1839 km², а населението – 20 948 души (1 април 2020). Административен център е град Уинсбъро.